# Natation aux Jeux paralympiques d'été de 2024
Navigation
Tokyo 2020 Los Angeles 2028
La natation aux Jeux paralympiques d'été de 2024 se déroulent du 29 août au 7 septembre 2024 a Paris La Défense Arena, en France. Il s'agit de la 17e apparition de la natation aux Jeux paralympiques.
Avec près de 600 nageurs en compétition, il s’agit de la deuxième discipline paralympique avec le plus de concurrents, derrière l'athlétisme.
Cent quarante-et-une finales figurent au programme de cette compétition (71 masculines, 64 féminines et 6 mixte).

## Organisation

### Site des compétitions
Les compétitions de natation handisport lors des Jeux paralympiques de 2024 se déroulent a Paris La Défense Arena, un stade couvert situé à Nanterre, près de l'Arche de La Défense, dans la banlieue ouest de Paris.
Deuxième plus grande salle de France après la Decathlon Arena de Lille, d'une capacité maximum avoisinant les 40 000 places pour les concerts, elle est le stade résident du Racing 92, club de rugby à XV francilien évoluant en Top 14.
Lors des Jeux olympiques d'été de 2024, elle accueille notamment les épreuves de natation et la phase finale du water-polo.

### Classification

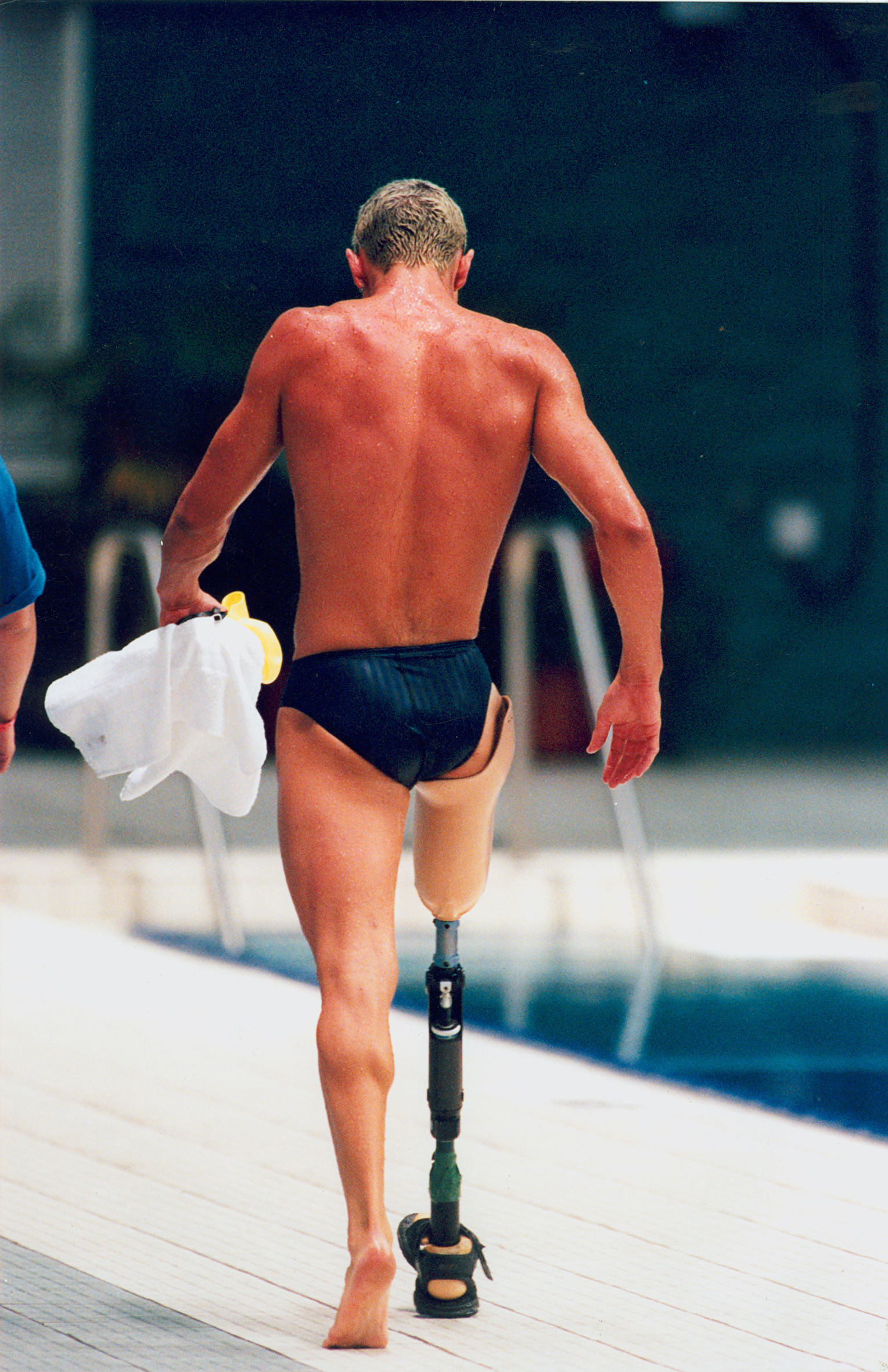
L'Australien, médaille d'argent à l'épreuve de nage libre catégorie S7 aux Jeux de 1996 à Atlanta.

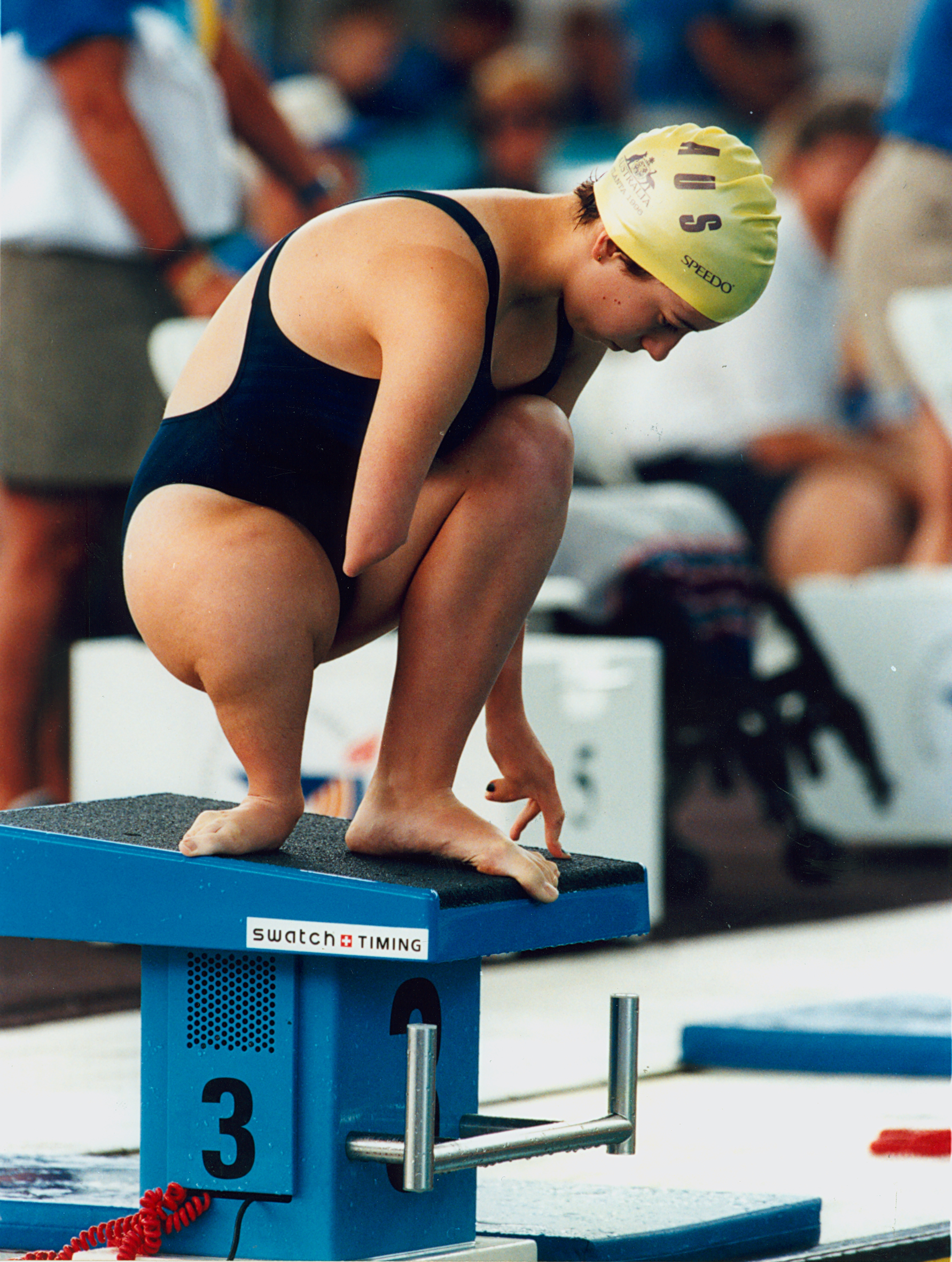
Nageuse australienne aux Jeux de 1996.

Dans chaque discipline, les athlètes sont classés en catégories selon leur handicap. Les catégories commençant par S désignent la nage libre, le dos et le papillon, celles commençant par SB désignent la brasse et celles commençant par SM désignent le 4 nages.
Les handicapés moteurs sont classés en dix catégories S et SM (S1 à S10 et SM1 à SM10) et en neuf catégories SB (SB1 à SB9) selon leurs capacités fonctionnelles. La catégorie 1 correspond au degré de handicap le plus sévère.
Les déficients visuels sont classés en trois catégories : 11 (S11, SB11 et SM11), 12 (S12, SB12 et SM12) et 13 (S13, SB13 et SM13). Les athlètes classés 11 sont aveugles et ceux classés 12 ou 13, malvoyants.
On a ainsi le tableau récapitulatif suivant,, :
| Nage libre, dos et papillon (S) et 4 nages (SM) | Nage libre, dos et papillon (S) et 4 nages (SM) | Brasse (SB) | Brasse (SB)  |
| Catégorie                                       | Observations | Catégorie   | Observations |
| ----------------------------------------------- | --- | ----------- | ------------ |
| Handicaps physiques                             | |             |              |
| S1 - SM1                                        | Handicaps les plus lourds. Handicaps lourds des quatre membres, voire du tronc également ; cela inclut les athlètes ne pouvant se déplacer dans l'eau que par des mouvements d'épaule, sur le dos. Exemple : le Grec Christos Tampaxis (en). | SB1         | idem         |
| S2 - SM2                                        | Grave difficultés de coordination des quatre membres ; ou athlètes ayant l'usage de leur bras mais aucun usage des mains, des jambes ou du tronc. Exemple : le Britannique Jim Anderson (en), atteint d'infirmité motrice cérébrale. | SB1         | idem         |
| S3 - SM3                                        | Similaire au S2, mais niveau de handicap moins lourd. Exemple : la Singapourienne Yip Pin Xiu, atteinte de dystrophie musculaire. | SB2         | idem         |
| S4 - SM4                                        | Athlètes ayant l'usage de leurs bras, une faiblesse aux mains et aucun usage de leur tronc et jambes ; ou difficultés de coordination affectant les quatre membres et en particulier les jambes ; ou perte / amputation de trois membres. Exemples : le Français David Smétanine, tétraplégique ; la Japonaise Mayumi Narita (en), atteinte de myélite et quadraplégique. | SB3         | idem         |
| S5 - SM5                                        | Athlètes ayant le plein usage de leurs bras et mains, mais aucun usage de leur tronc et jambes ; ou difficultés moins sévères de coordination des quatre membres. Exemples : le Chinois He Junquan (en), qui n'a pas de bras ; la Française Béatrice Hess, atteinte d'infirmité motrice cérébrale. | SB4         | idem         |
| S6 - SM6                                        | Athlètes ayant le plein usage de leurs bras et de leurs mains, un usage limité de leur tronc, et aucun usage de leurs jambes ; ou difficultés moindres de coordination des quatre membres ; ou perte totale d'usage d'un bras et d'une jambe du même côté du corps ; ou athlètes nains. Exemples : le Britannique Sascha Kindred (en), atteint d'infirmité motrice cérébrale sur la partie droite du corps ; la Néerlandaise Mirjam de Koning (en), paraplégique ; la Britannique Ellie Simmonds, athlète naine qui remporta deux médailles d'or aux Jeux de 2008 à l'âge de 13 ans. | SB5         | idem         |
| S7 - SM7                                        | Athlètes ayant le plein usage de leurs bras et tronc, et un usage partiel de leurs jambes ; ou faiblesse ou problèmes de coordination d'un côté du corps ; ou perte d'usage majeure de deux membres. Exemple : l'Australienne Katrina Porter (en), atteinte d'arthrogrypose. | SB6         | idem         |
| S8 - SM8                                        | Athlètes ayant le plein usage de leurs bras et tronc et un usage partiel de leurs jambes (supérieur à la catégorie 7) ; ou perte de deux membres. Exemple : l'Américaine Jessica Long, amputée des deux jambes. | SB7         | idem         |
| S9 - SM9                                        | Sévère handicap à un membre, ou perte d'un membre ; ou légers problèmes de coordination. Exemple : la Sud-Africaine Natalie du Toit, amputée de la jambe gauche, qui a également pris part aux Jeux olympiques (avec une prothèse). | SB8         | idem         |
| S10 - SM10                                      | Légère faiblesse aux jambes ; ou mouvements restreints au niveau du bassin ; ou handicap des deux pieds ; ou handicap léger d'une partie d'un membre. Exemples : l'Australien Rick Pendleton (en), né sans main gauche, ou l'Australien Matthew Cowdrey, né sans avant-bras gauche. | SB9         | idem         |
| Autres handicaps                                | |             |              |
| S11 à S13                                       | Cécité (11) ou handicap visuel. Les athlètes aveugles portent des lunettes de natation noircies pour s'assurer de leur égalité. Puisqu'ils ne peuvent voir le bord du bassin, un assistant le leur indique d'une tape sur la tête. | SB11 à SB13 | idem         |
| S14                                             | Handicap mental. | SB14        | idem         |
| S15                                             | Déficience auditive. | SB15        | idem         |

En relais, les points sont calculés en additionnant les classifications numériques des nageurs. Si un nageur a deux classifications numériques différentes selon la course qu'il utilise (par exemple, un nageur peut être classé S9, mais SB8 pour la brasse et SM8 pour le quatre nages), la valeur en points pertinente sera pour la classification dans la nage utilisée.
- Le relais de 20 points est limité à un total combiné de 20 points et est généralement composé d'une combinaison de nageurs des catégories les plus handicapées, généralement les catégories S2, 3, 4, 5 et 6.
- Le relais de 34 points est limité à un total combiné de 34 points et est généralement composé d'une combinaison de nageurs des catégories les moins physiquement handicapées, généralement les catégories S7, 8, 9 et 10.
- Le relais de 49 points est limité à un total combiné de 49 points et est généralement composé d'une combinaison de nageurs des catégories S11, S12, S13 (déficience visuelle) et S14 (déficience intellectuelle).

## Participants

### Critères de qualification
Un comité peut se voir attribuer un maximum de trente-quatre places de qualification masculines et un maximum de vingt-huit places de qualification féminines pour un total maximum de soixante-deux places de qualification par CNP. Des exceptions peuvent être accordées via la méthode d'allocation sur invitation de la commission bipartite.
270 quotas (142 hommes et 128 femmes) sont distribués selon les résultats obtenus aux Championnats du monde de natation handisport 2023 qui a eu lieu du 31 juillet au 6 août : les deux meilleurs athlètes de chaque épreuve obtiennent un quota non individuel pour leur pays, sachant qu'un athlète multi-médaillé ne peut rapporter qu'un seul quota.
Un comité ne peut aligner que trois concurrents par épreuve. Les CNP peuvent attribuer un athlète éligible qui a satisfait à au moins un MQS (Minimum Qualification Standard) dans un nombre illimité d'épreuves médaillées - à condition que l'athlète ait atteint le MET (Minimum Entry Time) pour chaque épreuve.
| Épreuve                                | Catégorie                              | Hommes  | Hommes  | Femmes  | Femmes  |
| Épreuve                                | Catégorie                              | MQS     | MET     | MQS     | MET     |
| -------------------------------------- | -------------------------------------- | ------- | ------- | ------- | ------- |
| 50 m nage libre                        | S3                                     | 54.92   | 59.22   | NC      | NC      |
| 50 m nage libre                        | S4                                     | 40.63   | 43.24   | 44.50   | 49.93   |
| 50 m nage libre                        | S5                                     | 35.15   | 35.96   | NC      | NC      |
| 50 m nage libre                        | S6                                     | NC      | NC      | 35.69   | 37.63   |
| 50 m nage libre                        | S7                                     | 29.48   | 31.76   | NC      | NC      |
| 50 m nage libre                        | S8                                     | NC      | NC      | 33.03   | 34.48   |
| 50 m nage libre                        | S9                                     | 26.29   | 26.62   | NC      | NC      |
| 50 m nage libre                        | S10                                    | 25.49   | 25.72   | 28.88   | 29.41   |
| 50 m nage libre                        | S11                                    | 27.69   | 28.25   | 33.13   | 34.99   |
| 50 m nage libre                        | S13                                    | 24.96   | 25.34   | 28.57   | 29.07   |
| 100 m nage libre                       | S3                                     | NC      | NC      | 2:37.18 | 4:30.36 |
| 100 m nage libre                       | S4                                     | 1:33.79 | 1:38.42 | NC      | NC      |
| 100 m nage libre                       | S5                                     | 1:18.77 | 1:20.46 | 1:32.01 | 1:40.09 |
| 100 m nage libre                       | S6                                     | 1:09.34 | 1:11.35 | NC      | NC      |
| 100 m nage libre                       | S7                                     | NC      | NC      | 1:16.07 | 1:18.69 |
| 100 m nage libre                       | S8                                     | 1:00.72 | 1:01.61 | NC      | NC      |
| 100 m nage libre                       | S9                                     | NC      | NC      | 1:04.77 | 1:05.87 |
| 100 m nage libre                       | S10                                    | 55.75   | 56.30   | 1:04.77 | 1:05.87 |
| 100 m nage libre                       | S11                                    | NC      | NC      | 1:13.90 | 1:15.54 |
| 100 m nage libre                       | S12                                    | 56.97   | 58.29   | 1:05.79 | 1:08.42 |
| 200 m nage libre                       | S2                                     | 5:00.25 | 5:52.51 | NC      | NC      |
| 200 m nage libre                       | S3                                     | 4:10.92 | 4:39.21 | NC      | NC      |
| 200 m nage libre                       | S4                                     | 3:20.72 | 3:31.99 | NC      | NC      |
| 200 m nage libre                       | S5                                     | 2:56.38 | 3:02.47 | 3:29.29 | 4:02.64 |
| 200 m nage libre                       | S14                                    | 1:57.95 | 2:00.54 | 2:15.56 | 2:17.89 |
| 400 m nage libre                       | S6                                     | 5:27.37 | 5:31.35 | 5:54.31 | 6:01.73 |
| 400 m nage libre                       | S7                                     | 5:05.24 | 5:17.73 | 5:38.52 | 6:00.00 |
| 400 m nage libre                       | S8                                     | 4:43.89 | 4:51.00 | 5:21.86 | 5:44.21 |
| 400 m nage libre                       | S9                                     | 4:26.93 | 4:28.23 | 4:56.28 | 5:05.75 |
| 400 m nage libre                       | S10                                    | NC      | NC      | 4:58.86 | 5:02.46 |
| 400 m nage libre                       | S11                                    | 5:04.43 | 5:22.96 | 5:50.35 | 7:44.46 |
| 400 m nage libre                       | S13                                    | 4:31.59 | 4:37.10 | 4:58.07 | 5:44.28 |
| 50 m dos                               | S1                                     | 1:53.32 | 1:53.32 | NC      | NC      |
| 50 m dos                               | S2                                     | 1:09.31 | 1:30.58 | 1:55.28 | 1:55.28 |
| 50 m dos                               | S3                                     | 56.99   | 1:00.49 | 1:13.49 | 2:09.11 |
| 50 m dos                               | S4                                     | 49.22   | 52.01   | 54.97   | 1:02.11 |
| 50 m dos                               | S5                                     | 39.38   | 41.79   | 48.96   | 53.88   |
| 100 m dos                              | S1                                     | 4:05.98 | 4:05.98 | NC      | NC      |
| 100 m dos                              | S2                                     | 2:28.15 | 3:16.21 | 3:54.95 | 3:54.95 |
| 100 m dos                              | S6                                     | 1:21.53 | 1:23.70 | 1:30.43 | 1:35.53 |
| 100 m dos                              | S7                                     | 1:15.74 | 1:20.26 | NC      | NC      |
| 100 m dos                              | S8                                     | 1:10.91 | 1:14.35 | 1:24.91 | 1:27.32 |
| 100 m dos                              | S9                                     | 1:06.30 | 1:07.60 | 1:16.48 | 1:19.85 |
| 100 m dos                              | S10                                    | 1:04.00 | 1:05.79 | 1:14.43 | 1:16.22 |
| 100 m dos                              | S11                                    | 1:12.94 | 1:15.63 | 1:24.68 | 1:30.38 |
| 100 m dos                              | S12                                    | 1:09.02 | 1:13.72 | 1:20.50 | 1:28.73 |
| 100 m dos                              | S13                                    | 1:03.28 | 1:06.22 | 1:12.66 | 1:17.17 |
| 100 m dos                              | S14                                    | 1:02.06 | 1:03.07 | 1:12.27 | 1:13.93 |
| 50 m brasse                            | SB2                                    | 1:24.25 | 1:42.78 | NC      | NC      |
| 50 m brasse                            | SB3                                    | 55.77   | 58.06   | 1:07.05 | 1:10.97 |
| 100 m brasse                           | SB4                                    | 1:56.83 | 2:00.75 | 2:20.91 | 2:51.00 |
| 100 m brasse                           | SB5                                    | 1:42.49 | 1:46.05 | 2:01.79 | 2:11.48 |
| 100 m brasse                           | SB6                                    | 1:25.36 | 1:27.84 | 1:42.59 | 1:50.45 |
| 100 m brasse                           | SB7                                    | NC      | NC      | 1:43.34 | 1:47.16 |
| 100 m brasse                           | SB8                                    | 1:14.84 | 1:18.71 | 1:28.79 | 1:31.61 |
| 100 m brasse                           | SB9                                    | 1:12.19 | 1:14.06 | 1:22.51 | 1:25.25 |
| 100 m brasse                           | SB11                                   | 1:24.11 | 1:28.09 | 1:34.52 | 1:45.81 |
| 100 m brasse                           | SB12                                   | NC      | NC      | 1:29.41 | 1:38.06 |
| 100 m brasse                           | SB13                                   | 1:11.90 | 1:17.13 | 1:23.39 | 1:27.57 |
| 100 m brasse                           | SB14                                   | 1:08.69 | 1:10.03 | 1:23.30 | 1:25.29 |
| 50 m papillon                          | S5                                     | 37.61   | 38.77   | 51.52   | 57.92   |
| 50 m papillon                          | S6                                     | 33.22   | 34.46   | 40.20   | 40.96   |
| 50 m papillon                          | S7                                     | 32.50   | 34.08   | 38.23   | 40.45   |
| 100 m papillon                         | S8                                     | 1:05.27 | 1:07.01 | 1:26.93 | 1:34.00 |
| 100 m papillon                         | S9                                     | 1:02.53 | 1:03.48 | 1:12.53 | 1:14.85 |
| 100 m papillon                         | S10                                    | 59.48   | 1:01.71 | 1:13.42 | 1:19.75 |
| 100 m papillon                         | S11                                    | 1:10.30 | 1:17.12 | NC      | NC      |
| 100 m papillon                         | S12                                    | 1:01.95 | 1:04.21 | NC      | NC      |
| 100 m papillon                         | S13                                    | 1:00.04 | 1:02.12 | 1:12.61 | 1:17.25 |
| 100 m papillon                         | S14                                    | 58.32   | 58.74   | 1:10.45 | 1:11.70 |
| 150 m 4 nages                          | SM3                                    | 3:44.30 | 4:42.88 | NC      | NC      |
| 150 m 4 nages                          | SM4                                    | 2:50.06 | 2:59.45 | 3:08.62 | 3:42.83 |
| 200 m 4 nages                          | SM5                                    | NC      | NC      | 4:47.34 | 5:15.98 |
| 200 m 4 nages                          | SM6                                    | 2:55.12 | 3:06.56 | 3:15.14 | 3:28.28 |
| 200 m 4 nages                          | SM7                                    | 2:45.82 | 2:54.49 | 3:12.14 | 3:32.77 |
| 200 m 4 nages                          | SM8                                    | 2:31.87 | 2:39.65 | 3:03.77 | 3:12.83 |
| 200 m 4 nages                          | SM9                                    | 2:24.20 | 2:25.74 | 2:40.96 | 2:46.65 |
| 200 m 4 nages                          | SM10                                   | 2:23.17 | 2:25.37 | 2:40.02 | 2:45.38 |
| 200 m 4 nages                          | SM11                                   | 2:40.33 | 2:49.86 | 3:03.89 | 3:15.69 |
| 200 m 4 nages                          | SM13                                   | 2:19.54 | 2:22.95 | 2:39.83 | 2:44.50 |
| 200 m 4 nages                          | SM14                                   | 2:14.06 | 2:16.61 | 2:36.45 | 2:38.42 |
| Relais 4 x 50 m nage libre 20pts       | Relais 4 x 50 m nage libre 20pts       | 3:02.91 | 3:02.91 | 3:02.91 | 3:02.91 |
| Relais 4 x 50 m 4 nages 20pts          | Relais 4 x 50 m 4 nages 20pts          | 3:37.50 | 3:37.50 | 3:37.50 | 3:37.50 |
| Relais 4 × 100 m nage libre S14        | Relais 4 × 100 m nage libre S14        | 4:23.97 | 4:23.97 | 4:23.97 | 4:23.97 |
| Relais 4 × 100 m nage libre 49pts (VI) | Relais 4 × 100 m nage libre 49pts (VI) | 4:25.09 | 4:25.09 | 4:25.09 | 4:25.09 |
| Relais 4 × 100 m nage libre 34pts      | Relais 4 × 100 m nage libre 34pts      | 4:41.09 | 4:41.09 | 4:41.09 | 4:41.09 |
| Relais 4 × 100 m 4 nages 34pts         | Relais 4 × 100 m 4 nages 34pts         | 5:31.72 | 5:31.72 | 5:31.72 | 5:31.72 |

325 quotas (178 hommes et 147 femmes) sont distribués via la qualification par réalisation des minimas.
Enfin, 10 quotas minimum seront attribués par une commission bipartite.

### Nations participantes
| Afrique                             | Amériques | Asie | Europe | Océanie                        |
| ----------------------------------- | --- | --- | --- | ------------------------------ |
| - Afrique du Sud - Égypte - Ouganda | - Argentine - Barbade - Brésil - Canada - Chili - Colombie - Costa Rica - Cuba - États-Unis - Honduras - Mexique - Pérou - République dominicaine - Saint-Vincent-et-les-Grenadines - Uruguay - Vénézuela | - Chine - Corée du Sud - Hong-Kong - Inde - Indonésie - Irak - Iran - Israël - Japon - Kazakhstan - Malaisie - Mongolie - Népal - Ouzbékistan - Philippines - Singapour - Sri Lanka - Thaïlande - Turquie - Viêt Nam | - Allemagne - Autriche - Azerbaïdjan - Belgique - Bosnie-Herzégovine - Chypre - Croatie - Danemark - Espagne - Estonie - France - Grande-Bretagne - Grèce - Irlande - Islande - Italie - Hongrie - Lettonie - Lituanie - Malte - Norvège - Pays-Bas - Pologne - Portugal - Serbie - Slovaquie - Suède - Suisse - Tchéquie - Ukraine | - Australie - Nouvelle-Zélande |
| 3 pays                              | 16 pays | 20 pays | 30 pays | 2 pays                         |

## Résultats

### Podiums masculins

#### Nage libre
| Épreuves  | Or                        | Or               | Argent                             | Argent          | Bronze                          | Bronze           |
| --------- | ------------------------- | ---------------- | ---------------------------------- | --------------- | ------------------------------- | ---------------- |
| 50 m S3   | Unlu umut (TUR)           | 44 s 83          | Ostapchenko Denys (UKR)            | 45 s 14         | Topf Josia Tim Alexander (GER)  | 45 s 61          |
| 50 m S4   | Massabie Sébastien (CAN)  | 35 s 61          | Suzuki Takayuki (JPN)              | 36 s 85         | Dadaon Ami Omer (ISR)           | 37 s 11          |
| 50 m S5   | Guo Jincheng (CHN)        | 29 s 33 WR       | Yuan Weiyi (CHN)                   | 30 s 80         | Wang Lichao (CHN)               | 31 s 23          |
| 50 m S7   | Trusov Andrii (UKR)       | 26 s 38 WR       | Serrano Zarate Carlos Daniel (COL) | 27 s 60         | Efrosinin Egor (NPA)            | 28 s 02          |
| 50 m S9   | Barlaam Simone (ITA)      | 23 s 90 WR       | Tarasov Denis (NPA)                | 25 s 15         | Solberg Fredrik (NOR)           | 25 s 33          |
| 50 m S10  | Thomas Gallagher (AUS)    | 23 s 40          | Phelipe Melo Rodrigues (BRA)       | 23 s 54         | Rowan Crothers (AUS)            | 23 s 79          |
| 50 m S11  | Kimura Keiichi (JPN)      | 25 s 98          | Hua Dongdong (CHN)                 | 26 s 11         | Belarmino Pereira Wendell (BRA) | 26 s 11          |
| 50 m S13  |                           |                  |                                    |                 |                                 |                  |
|           |                           |                  |                                    |                 |                                 |                  |
| 100 m S4  | Ami Omer Dadon (ISR)      | 1 min 20 s 25    | Takayuki Suzuki (JPN)              | 1 min 21 s 71   | Angel de Jesus Camacho (MEX)    | 1 min 22 s 32 AM |
| 100 m S5  | Oleksandr Komarov (UKR)   | 1 min 7 s 77 PR  | Guo Jincheng (CHN)                 | 1 min 8 s 22 AS | Kirill Pulver (NPA)             | 1 min 9 s 41     |
| 100 m S6  |                           |                  |                                    |                 |                                 |                  |
| 100 m S8  |                           |                  |                                    |                 |                                 |                  |
| 100 m S10 |                           |                  |                                    |                 |                                 |                  |
| 100 m S12 |                           |                  |                                    |                 |                                 |                  |
|           |                           |                  |                                    |                 |                                 |                  |
| 200 m S2  |                           |                  |                                    |                 |                                 |                  |
| 200 m S3  |                           |                  |                                    |                 |                                 |                  |
| 200 m S4  |                           |                  |                                    |                 |                                 |                  |
| 200 m S5  | Francesco Bocciardo (ITA) | 2 min 24 s 99 PR | Kirill Pulver (NPA)                | 2 min 27 s 32   | Oleksandr Komarov (UKR)         | 2 min 30 s 13    |
| 200 m S14 |                           |                  |                                    |                 |                                 |                  |
|           |                           |                  |                                    |                 |                                 |                  |
| 400 m S6  |                           |                  |                                    |                 |                                 |                  |
| 400 m S7  |                           |                  |                                    |                 |                                 |                  |
| 400 m S8  |                           |                  |                                    |                 |                                 |                  |
| 400 m S9  | Ugo Didier (FRA)          | 4 min 12 s 55    | Simone Barlaam (ITA)               | 4 min 14 s 16   | Brenden Hall (AUS)              | 4 min 15 s 61    |
| 400 m S11 | David Kratochvil (CZE)    | 4 min 26 s 34 ER | Rogier Dorsman (NED)               | 4 min 31 s 34   | Uchu Tomita (JPN)               | 4 min 32 s 33    |
| 400 m S13 |                           |                  |                                    |                 |                                 |                  |

#### Dos
| Épreuves  | Or                              | Or               | Argent                      | Argent        | Bronze                    | Bronze        |
| --------- | ------------------------------- | ---------------- | --------------------------- | ------------- | ------------------------- | ------------- |
| 50 m S1   |                                 |                  |                             |               |                           |               |
| 50 m S2   |                                 |                  |                             |               |                           |               |
| 50 m S3   |                                 |                  |                             |               |                           |               |
| 50 m S4   |                                 |                  |                             |               |                           |               |
| 50 m S5   |                                 |                  |                             |               |                           |               |
|           |                                 |                  |                             |               |                           |               |
| 100 m S1  | Kamil Otowski (POL)             | 2 min 17 s 85    | Anton Kol (UKR)             | 2 min 33 s 49 | Francesco Bettella (ITA)  | 2 min 33 s 82 |
| 100 m S2  | Gabriel dos Santos Araujo (BRA) | 1 min 53 s 67 AM | Vladimir Danilenko (NPA)    | 2 min 1 s 34  | Alberto Abarza Diaz (CHI) | 2 min 1 s 97  |
| 100 m S6  |                                 |                  |                             |               |                           |               |
| 100 m S7  |                                 |                  |                             |               |                           |               |
| 100 m S8  | Alice Tai (GBR)                 | 1 min 9 s 06 PR  | Viktoriia Ishchiulova (NPA) | 1 min 14 s 97 | Mira Jeanne Maack (GER)   | 1 min 18 s 36 |
| 100 m S9  | Yahor Shchalkanau (NPA)         | 1 min 0 s 76 PR  | Ugo Didier (FRA)            | 1 min 1 s 48  | Bogdan Mozgovoi (NPA)     | 1 min 1 s 95  |
| 100 m S10 |                                 |                  |                             |               |                           |               |
| 100 m S11 |                                 |                  |                             |               |                           |               |
| 100 m S12 |                                 |                  |                             |               |                           |               |
| 100 m S13 | Ihar Boki (NPA)                 | 56 s 60          | Vladimir Sotnikov (NPA)     | 57 s 95       | Alex Portal (FRA)         | 59 s 08       |
| 100 m S14 |                                 |                  |                             |               |                           |               |

#### Brasse
| Épreuves   | Or                     | Or            | Argent                    | Argent          | Bronze                      | Bronze           |
| ---------- | ---------------------- | ------------- | ------------------------- | --------------- | --------------------------- | ---------------- |
| 50 m SB2   |                        |               |                           |                 |                             |                  |
| 50 m SB3   | Takayuki Suzuki (JPN)  | 48 s 04       | Efrem Morelli (ITA)       | 49 s 41         | Miguel Luque (ESP)          | 50 s 52          |
|            |                        |               |                           |                 |                             |                  |
| 100 m SB3  |                        |               |                           |                 |                             |                  |
| 100 m SB4  |                        |               |                           |                 |                             |                  |
| 100 m SB5  |                        |               |                           |                 |                             |                  |
| 100 m SB6  |                        |               |                           |                 |                             |                  |
| 100 m SB7  | Andrei Kalina (NPA)    | 1 min 9 s 02  | Yang Guanglong (CHN)      | 1 min 9 s 83 AS | Carlos Daniel Serrano (COL) | 1 min 10 s 55 PR |
| 100 m SB9  | Stefano Raimondi (ITA) | 1 min 5 s 28  | Hector Denayer (FRA)      | 1 min 5 s 91    | Maurice Wetekam (GER)       | 1 min 7 s 94     |
| 100 m SB11 | Rogier Dorsman (NED)   | 1 min 11 s 07 | Bozun Yang (CHN)          | 1 min 12 s 26   | Danilo Chuvarov (UKR)       | 1 min 12 s 72    |
| 100 m SB13 | Taliso Engel (GER)     | 1 min 1 s 90  | Nurdaulet Zhumagali (KAZ) | 1 min 4 s 83    | Vali Israfilov (AZE)        | 1 min 5 s 35     |
| 100 m SB14 | Nicholas Bennett (CAN) | 1 min 3 s 98  | Jake Michel (AUS)         | 1 min 4 s 27    | Naohide Yamaguchi (JPN)     | 1 min 4 s 94     |

#### Papillon
| Épreuves  | Or                        | Or         | Argent               | Argent  | Bronze                        | Bronze  |
| --------- | ------------------------- | ---------- | -------------------- | ------- | ----------------------------- | ------- |
| 50 m S5   |                           |            |                      |         |                               |         |
| 50 m S6   |                           |            |                      |         |                               |         |
| 50 m S7   |                           |            |                      |         |                               |         |
|           |                           |            |                      |         |                               |         |
| 100 m S8  |                           |            |                      |         |                               |         |
| 100 m S9  |                           |            |                      |         |                               |         |
| 100 m S10 |                           |            |                      |         |                               |         |
| 100 m S11 |                           |            |                      |         |                               |         |
| 100 m S12 |                           |            |                      |         |                               |         |
| 100 m S13 | Ihar Boki (NPA)           | 54 s 13    | Alex Portal (FRA)    | 54 s 38 | Enrique Alhambra Mollar (ESP) | 56 s 27 |
| 100 m S14 | Alexander Hillhouse (DEN) | 54 s 61 PR | William Ellard (GBR) | 54 s 86 | Gabriel Bandeira (BRA)        | 55 s 08 |

#### 4 nages
| Épreuves   | Or              | Or               | Argent                     | Argent           | Bronze                        | Bronze        |
| ---------- | --------------- | ---------------- | -------------------------- | ---------------- | ----------------------------- | ------------- |
| 150 m SM3  |                 |                  |                            |                  |                               |               |
| 150 m SM4  |                 |                  |                            |                  |                               |               |
|            |                 |                  |                            |                  |                               |               |
| 200 m SM6  | Yang Hong (CHN) | 2 min 37 s 31 WR | Nelson Crispin Corzo (COL) | 2 min 38 s 04 AM | Talisson Henrique Glock (BRA) | 2 min 39 s 30 |
| 200 m SM7  |                 |                  |                            |                  |                               |               |
| 200 m SM8  |                 |                  |                            |                  |                               |               |
| 200 m SM9  |                 |                  |                            |                  |                               |               |
| 200 m SM10 |                 |                  |                            |                  |                               |               |
| 200 m SM11 |                 |                  |                            |                  |                               |               |
| 200 m SM13 |                 |                  |                            |                  |                               |               |
| 200 m SM14 |                 |                  |                            |                  |                               |               |

### Podiums féminins

#### Nage libre
| Épreuves  | Or                                  | Or               | Argent                          | Argent           | Bronze                        | Bronze           |
| --------- | ----------------------------------- | ---------------- | ------------------------------- | ---------------- | ----------------------------- | ---------------- |
| 50 m S4   |                                     |                  |                                 |                  |                               |                  |
| 50 m S6   | Jiang Yuyan (CHN)                   | 32 s 59 PR       | Elizabeth Marks (USA)           | 32 s 90 'AM      | Anna Hontar (UKR)             | 33 s 01          |
| 50 m S8   |                                     |                  |                                 |                  |                               |                  |
| 50 m S10  | Chen Yi (CHN)                       | 27 s 10 WR       | Christie Raleigh-Crossley (USA) | 27 s 38          | Aurélie Rivard (CAN)          | 27 s 62          |
| 50 m S11  | Ma Jia (CHN)                        | 28 s 96 WR       | Karolína Pelendrítou (CYP)      | 29 s 82          | Maryna Piddubna (UKR)         | 30 s 30          |
| 50 m S13  | Maria Carolina Gomes Santiago (BRA) | 26 s 75          | Gia Pergolini (USA)             | 27 s 51          | Carlotta Gilli (ITA)          | 27 s 60          |
|           |                                     |                  |                                 |                  |                               |                  |
| 100 m S3  | Leanne Smith (USA)                  | 1 min 28 s 81 PR | Marta Fernández Infante (ESP)   | 1 min 30 s 04 ER | Rachael Watson (AUS)          | 1 min 38 s 92    |
| 100 m S5  | Tully Kearney (GBR)                 | 1 min 15 s 10    | Iryna Poida (UKR)               | 1 min 17 s 37    | Monica Boggioni (ITA)         | 1 min 21 s 74    |
| 100 m S7  | Jiang Yuyan (CHN)                   | 1 min 9 s 68 WR  | Morgan Stickney (USA)           | 1 min 10 s 11    | Giulia Terzi (ITA)            | 1 min 10 s 43    |
| 100 m S9  | Alexa Leary (AUS)                   | 59 s 53 WR       | Christie Raleigh-Crossley (USA) | 1 min 0 s 18 AM  | Mariana Ribeiro (BRA)         | 1 min 2 s 22     |
| 100 m S10 | Émeline Pierre (FRA)                | 1 min 0 s 49     | Aurélie Rivard (CAN)            | 1 min 0 s 82     | Alessia Scortechini (ITA)     | 1 min 1 s 02     |
| 100 m S11 |                                     |                  |                                 |                  |                               |                  |
| 100 m S12 | Maria Carolina Gomes Santiago (BRA) | 59 s 30          | Anna Stetsenko (UKR)            | 1 min 0 s 39     | Ayano Tsujiuchi (JPN)         | 1 min 1 s 05     |
|           |                                     |                  |                                 |                  |                               |                  |
| 200 m S5  | Tully Kearney (GBR)                 | 2 min 46 s 50    | Iryna Poida (UKR)               | 2 min 47 s 16    | Monica Boggioni (ITA)         | 2 min 47 s 96    |
| 200 m S14 | Valeriia Chabalina (NPA)            | 2 min 5 s 10     | Poppy Maskill (GBR)             | 2 min 7 s 16     | Louise Fiddes (GBR)           | 2 min 7 s 91     |
|           |                                     |                  |                                 |                  |                               |                  |
| 400 m S6  | Jiang Yuyan (CHN)                   | 5 min 12 s 07    | Nora Meister (SUI)              | 5 min 16 s 53    | Maisie Summers-Newton (GBR)   | 5 min 21 s 36    |
| 400 m S7  | Morgan Stickney (USA)               | 4 min 53 s 88 PR | McKenzie Coan (USA)             | 5 min 10 s 34    | Giulia Terzi (ITA)            | 5 min 12 s 61    |
| 400 m S8  | Jessica Long (USA)                  | 4 min 48 s 74    | Alice Tai (GBR)                 | 4 min 52 s 24    | Xenia Francesca Palazzo (ITA) | 5 min 0 s 13     |
| 400 m S9  | Zsófia Konkoly (HUN)                | 4 min 39 s 78    | Lakeisha Patterson (AUS)        | 4 min 40 s 14    | Vittoria Bianco (ITA)         | 4 min 47 s 55    |
| 400 m S10 |                                     |                  |                                 |                  |                               |                  |
| 400 m S11 | Liesette Bruinsma (NED)             | 5 min 0 s 42 ER  | Zhang Xiaotong (CHN)            | 5 min 3 s 45 AS  | Daria Lukianenko (NPA)        | 5 min 4 s 37     |
| 400 m S13 | Olivia Chambers (USA)               | 4 min 29 s 93    | Carlotta Gilli (ITA)            | 4 min 31 s 83    | Anna Stetsenko (UKR)          | 4 min 36 s 17 PR |

#### Dos
| Épreuves  | Or                                  | Or              | Argent                      | Argent           | Bronze                        | Bronze            |
| --------- | ----------------------------------- | --------------- | --------------------------- | ---------------- | ----------------------------- | ----------------- |
| 50 m S2   | Yip Pin Xiu (SIN)                   | 1 min 5 s 99    | Haideé Aceves (HUN)         | 1 min 8 s 96     | Teresa Perales (HUN)          | 1 min 10 s 95     |
| 50 m S3   | Ellie Challis (GBR)                 | 53 s 56         | Zoia Shchurova (NPA)        | 58 s 36          | Marta Fernández Infante (GBR) | 1 min 0 s 46      |
| 50 m S4   |                                     |                 |                             |                  |                               |                   |
| 50 m S5   | Lu Dong (CHN)                       | 37 s 51         | He Shenggao (CHN)           | 39 s 93          | Liu Yu (CHN)                  | 42 s 37           |
|           |                                     |                 |                             |                  |                               |                   |
| 100 m S2  | Yip Pin Xiu (SIN)                   | 2 min 21 s 73   | Haideé Aceves (MEX)         | 2 min 21 s 79 AM | Angela Procida (ITA)          | 2 min 24 s 48     |
| 100 m S6  |                                     |                 |                             |                  |                               |                   |
| 100 m S8  | Alice Tai (GBR)                     | 1 min 9 s 06 PR | Viktoriia Ishchiulova (NPA) | 1 min 14 s 97    | Mira Jeanne Maack (GER)       | 1 min 18 s 36     |
| 100 m S9  | Christie Raleigh-Crossley (USA)     | 1 min 7 s 92 PR | Nuria Marques Soto (ESP)    | 1 min 9 s 24     | Mariana Ribeiro (BRA)         | 1 min 9 s 27      |
| 100 m S10 |                                     |                 |                             |                  |                               |                   |
| 100 m S11 | Cai Liwen (CHN)                     | 1 min 14 s 02   | Li Guizhi (CHN)             | 1 min 16 s 17    | Daria Lukianenko (NPA)        | 1 min 16 s 64 ER' |
| 100 m S12 | Maria Carolina Gomes Santiago (BRA) | 1 min 8 s 23 AM | Anna Stetsenko (UKR)        | 1 min 9 s 43     | Maria Delgado Nadal (ESP)     | 1 min 11 s 33     |
| 100 m S13 | Gia Pergolini (USA)                 | 1 min 4 s 93    | Roisin Ni Riain (IRL)       | 1 min 7 s 27     | Carlotta Gilli (ITA)          | 1 min 8 s 08      |
| 100 m S14 |                                     |                 |                             |                  |                               |                   |

#### Brasse
| Épreuves   | Or                          | Or               | Argent                            | Argent           | Bronze                        | Bronze        |
| ---------- | --------------------------- | ---------------- | --------------------------------- | ---------------- | ----------------------------- | ------------- |
| 50 m SB3   | Monica Boggioni (ITA)       | 53 s 25 'PR      | Patricia Pereira dos Santos (BRA) | 58 s 31          | Marta Fernández Infante (ESP) | 58 s 63       |
|            |                             |                  |                                   |                  |                               |               |
| 100 m SB4  | Giulia Ghiretti (ITA)       | 1 min 50 s 21    | Fanni Illés (HUN)                 | 1 min 50 s 25    | Cheng Jiao (CHN)              | 1 min 51 s 70 |
| 100 m SB5  | Grace Harvey (GBR)          | 1 min 42 s 33    | Zhang Li (CHN)                    | 1 min 43 s 17 AS | Anna Hontar (UKR)             | 1 min 44 s 25 |
| 100 m SB6  | Maisie Summers-Newton (GBR) | 1 min 31 s 30 PR | Liu Daomin (CHN)                  | 1 min 32 s 25    | Cheuk Yan Ng (HKG)            | 1 min 34 s 15 |
| 100 m SB7  |                             |                  |                                   |                  |                               |               |
| 100 m SB8  | Anastasiya Dmytriv (ESP)    | 1 min 19 s 75    | Brock Whiston (GBR)               | 1 min 21 s 04    | Viktoriia Ishchiulova (NPA)   | 1 min 24 s 50 |
| 100 m SB9  | Chantalle Zijderveld (NED)  | 1 min 13 s 74    | Zhang Meng (CHN)                  | 1 min 15 s 05 AS | Lisa Kruger (NED)             | 1 min 17 s 14 |
| 100 m SB11 |                             |                  |                                   |                  |                               |               |
| 100 m SB13 |                             |                  |                                   |                  |                               |               |
| 100 m SB14 | Louise Fiddes (GBR)         | 1 min 15 s 47    | Debora Borges Carneiro (BRA)      | 1 min 16 s 02    | Beatriz Borges Carneiro (BRA) | 1 min 16 s 46 |

#### Papillon
| Épreuves  | Or                    | Or              | Argent                      | Argent          | Bronze                         | Bronze       |
| --------- | --------------------- | --------------- | --------------------------- | --------------- | ------------------------------ | ------------ |
| 50 m S5   |                       |                 |                             |                 |                                |              |
| 50 m S6   | Jiang Yuyan (CHN)     | 35 s 03         | Liu Daomin (CHN)            | 37 s 10         | Mayara Do Amaral Petzold (BRA) | 37 s 51      |
| 50 m S7   | Danielle Dorris (CAN) | 33 s 62         | Mallory Weggemann (USA)     | 34 s 94         | Giulia Terzi (ITA)             | 35 s 40      |
|           |                       |                 |                             |                 |                                |              |
| 100 m S8  |                       |                 |                             |                 |                                |              |
| 100 m S9  |                       |                 |                             |                 |                                |              |
| 100 m S10 | Faye Rogers (GBR)     | 1 min 5 s 84    | Callie-Ann Warrington (GBR) | 1 min 6 s 41    | Katie Cosgriffe (CAN)          | 1 min 7 s 22 |
| 100 m S13 | Carlotta Gilli (ITA)  | 1 min 3 s 27    | Grace Nuhfer (USA)          | 1 min 3 s 88    | Muslima Odilova (UZB)          | 1 min 5 s 43 |
| 100 m S14 | Poppy Maskill (GBR)   | 1 min 3 s 00 WR | Chan Yui-lam (HKG)          | 1 min 3 s 70 AS | Valeriia Chabalina (NPA)       | 1 min 4 s 40 |

#### 4 nages
| Épreuves   | Or                          | Or               | Argent                      | Argent           | Bronze                     | Bronze           |
| ---------- | --------------------------- | ---------------- | --------------------------- | ---------------- | -------------------------- | ---------------- |
| 150 m SM4  | Tanja Scholz (GER)          | 2 min 51 s 31 PR | Nataliia Butkova (NPA)      | 2 min 54 s 68    | Lidia Vieira da Cruz (BRA) | 2 min 57 s 16 AM |
|            |                             |                  |                             |                  |                            |                  |
| 200 m SM5  |                             |                  |                             |                  |                            |                  |
| 200 m SM6  | Maisie Summers-Newton (GBR) | 2 min 56 s 90    | Elizabeth Marks (USA)       | 3 min 2 s 50     | Liu Daomin (CHN)           | 3 min 3 s 60     |
| 200 m SM7  | Mallory Weggemann (USA)     | 2 min 53 s 29 PR | Tess Routliffe (CAN)        | 2 min 57 s 17    | Julia Gaffney (USA)        | 3 min 1 s 27     |
| 200 m SM8  | Brock Whiston (GBR)         | 2 min 40 s 37    | Viktoriia Ishchiulova (NPA) | 2 min 40 s 65    | Alice Tai (GBR)            | 2 min 41 s 29    |
| 200 m SM9  |                             |                  |                             |                  |                            |                  |
| 200 m SM10 |                             |                  |                             |                  |                            |                  |
| 200 m SM11 | Daria Lukianenko (NPA)      | 2 min 37 s 77 WR | Ma Jia (CHN)                | 2 min 38 s 70 AS | Cai Liwen (CHN)            | 2 min 41 s 83    |
| 200 m SM13 | Carlotta Gilli (ITA)        | 2 min 25 s 33    | Olivia Chambers (USA)       | 2 min 25 s 90    | Róisín Ní Ríain (IRL)      | 2 min 27 s 47    |
| 200 m SM14 | Valeriia Chabalina (NPA)    | 2 min 22 s 40    | Poppy Maskill (GBR)         | 2 min 23 s 93    | Aira Kinoshita (JPN)       | 2 min 25 s 96    |

### Podiums mixte

#### Relais
| Épreuves                       | Or                                                            | Or               | Argent                                                                    | Argent           | Bronze | Bronze        |
| ------------------------------ | ------------------------------------------------------------- | ---------------- | ------------------------------------------------------------------------- | ---------------- | --- | ------------- |
| 4 x 50 m nage libre 20 points  | Chine- Peng Qiuping - Yuan Weiyi - Jiang Yuyan - Guo Jincheng | 2 min 14 s 98 WR | États-Unis- Leanne Smith - Abbas Karimi - Zach Shattuck - Elizabeth Marks | 2 min 18 s 99 AM | Brésil- Patricia Pereira do Santos - Lidia Vieira da Cruz - Daniel Xavier Mendes - Talisson Henrique Glock | 2 min 20 s 91 |
| 4 x 50 m 4 nages 20 points     |                                                               |                  |                                                                           |                  | |               |
|                                |                                                               |                  |                                                                           |                  | |               |
| 4 x 100 m S14                  |                                                               |                  |                                                                           |                  | |               |
|                                |                                                               |                  |                                                                           |                  | |               |
| 4 x 100 m VI 40 points         |                                                               |                  |                                                                           |                  | |               |
|                                |                                                               |                  |                                                                           |                  | |               |
| 4 x 100 m nage libre 34 points |                                                               |                  |                                                                           |                  | |               |
| 4 x 100 m 4 nages 34 points    |                                                               |                  |                                                                           |                  | |               |

### Tableau des médailles
| Rang  | Nation          | Or | Argent | Bronze | Total |
| ----- | --------------- | -- | ------ | ------ | ----- |
| 1     | Chine           | 22 | 21     | 11     | 54    |
| 2     | Grande-Bretagne | 18 | 8      | 6      | 32    |
| 3     | Italie          | 16 | 6      | 15     | 37    |
| 4     | États-Unis      | 10 | 17     | 3      | 30    |
| 5     | Ukraine         | 8  | 15     | 17     | 40    |
| 6     | Brésil          | 7  | 9      | 10     | 26    |
| 7     | Australie       | 6  | 8      | 13     | 27    |
| 8     | Canada          | 5  | 4      | 4      | 13    |
| 9     | Pays-Bas        | 5  | 3      | 2      | 10    |
| 10    | Allemagne       | 4  | 3      | 3      | 10    |
| 11    | Japon           | 3  | 3      | 6      | 12    |
| 12    | Hongrie         | 3  | 3      | 1      | 7     |
| 13    | France          | 2  | 6      | 6      | 14    |
| Total | Total           | -  | -      | -      | -     |